# 圣雷米拉瓦雷讷
圣雷米拉瓦雷讷（法語：Saint-Rémy-la-Varenne，法語發音：[sɛ̃ ʁemi la vaʁɛn] ⓘ）是卢瓦尔河地区大区法国曼恩-卢瓦尔省的一个旧市镇。2016年12月15日，圣雷米拉瓦雷讷和相邻的9个市镇合并为新市镇布里萨克-卢瓦尔-欧邦斯。

## 地理
圣雷米拉瓦雷讷（47°23'50"N, 0°18'57"W）面积15.67 平方千米，位于法国卢瓦尔河地区大区曼恩-卢瓦尔省，该省份为法国西部内陆省份，大致对应安茹地区，北起顺时针与马耶讷省、萨尔特省、安德尔-卢瓦尔省、维埃纳省、德塞夫勒省、旺代省、大西洋卢瓦尔省和伊勒-维莱讷省接壤。
与圣雷米拉瓦雷讷接壤的市镇（或旧市镇、城区）包括：布莱松-圣叙尔皮斯、舍姆利耶、库蒂尔、圣乔治德塞特瓦、卢瓦尔-欧蒂永、勒图雷伊。

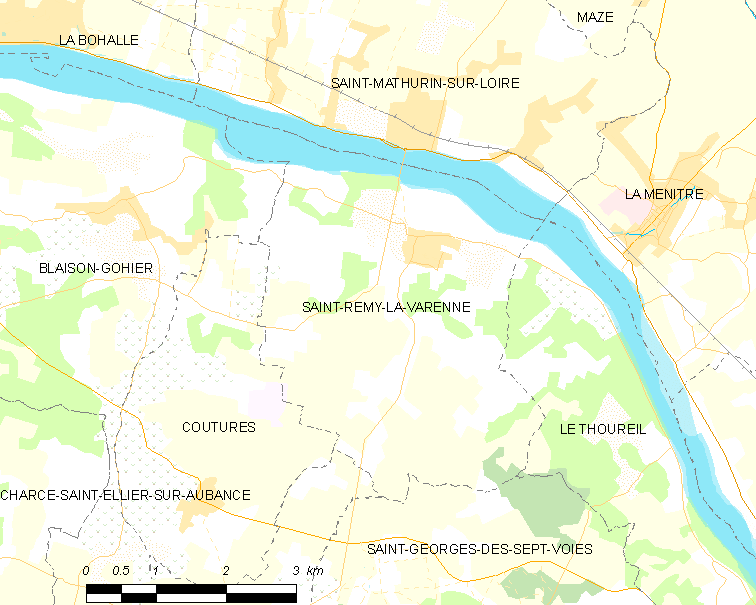
圣雷米拉瓦雷讷的OSM定位图

圣雷米拉瓦雷讷的时区为UTC+01:00、UTC+02:00（夏令时）。

## 行政
圣雷米拉瓦雷讷的邮政编码为49250，INSEE市镇编码为49317。

## 政治
圣雷米拉瓦雷讷所属的省级选区为莱蓬德塞县。

## 人口

1962-2008年间圣雷米拉瓦雷讷人口变化图示

圣雷米拉瓦雷讷于2018年1月1日时的人口数量为953人。